# Léna-felföld
A Léna-felföld (oroszul Приленское плато [Prilenszkoje plato]) tájegység Oroszországban, a Közép-szibériai-fennsík délkeleti részén. Közigazgatásilag legnagyobb része Jakutföldhöz, kisebb része az Irkutszki területhez tartozik.

## Elhelyezkedése
Az Alsó-Tunguszka észak-dél irányú középső szakaszától keletre terül el. A Léna völgyét északon, a Tyira és a Dzserba mellékfolyók betorkolása közötti szakaszon kísérve 750 km hosszan húzódik. (Ha a Léna hatalmas kanyarulatán túli részt, a Léna–Aldan közét is ideszámítják, ennél jóval hosszabb.) 
Kambriumi és ordoviciumi kőzetekből: mészkőből, dolomitból, ritkábban homokkőből áll. Közepes magassága 450–500 m. Déli része magasabb és meredeken emelkedik a Léna völgye fölé, itt a folyók erősen felszabdalták; északon a Viljuj medencéje felé fokozatosan lejt. 
A lejtőit borító tajgát főként erdeifenyő és vörösfenyő, nyugati részein gyakran jegenye- és cirbolyafenyves alkotja. Jelentékeny mennyiségű konyhasó- és gipszkészletekkel rendelkezik.